# Генічеський повіт
Гені́чеський пові́т — адміністративно-територіальна одиниця Запорізької губернії з центром у місті Генічеськ.

## Географія
Генічеський повіт розташовувався на південному заході Запорізької губернії. Проіснував із 26 жовтня 1921 р. по 1 грудня 1922 р.

## Історія
Утворений 26 жовтня 1921 року в складі Запорізької губернії з центром у Генічеську з волостей: Юзкуйської, Ново-Григорівської з включенням Атманая і острова Бірючего з Єфремівської волості, Петровської, Павлівської Мелітопольського повіту, Рождественської, Ново-Троїцької, Громівської (Ново-Дмитрівської) Дніпровського повіту Миколаївської губернії.
Станом на 1921 рік складався із 7 волостей:
| № | Назва волості             |
| - | ------------------------- |
| 1 | Ново-Григорівська         |
| 2 | Ново-Дмитрівська          |
| 3 | Ново-Троїцька             |
| 4 | Павлівська                |
| 5 | Петрівська                |
| 6 | Рождественська (Різдвяна) |
| 7 | Юзкуйська                 |